# Delfina Potocka
Delfina Potocka, født Komar (marts 1807 – 2. april 1877), var en polsk grevinde. Hun var ven af den polsk-franske komponist Frédéric Chopin og den polske digter Zygmunt Krasiński. Hun gjorde sig bemærket ved sin skønhed, begavelse og kunstneriske færdigheder. Som ung var hun elev af Frédéric Chopin.

## Biografi
Delfina Potocka blev født i Murowane Kuryłowce i Podolien (i dag Ukraine) i marts 1807. Hun var datter af Stanisław Komar og Honorata Orłowska. I 1825 giftede hun sig med grev Mieczysław Potocki (hvorved hun blev grevinde), med hvem hun fik to døtre. Ægteskabet var dog ulykkeligt, så hun lod sig skille. Herefter rejste hun til udlandet, hvor hun kom i forbindelse med Chopin og den polske romantiske digter Zygmunt Krasiński.
Hun mødte Krasiński i Napoli, Italien, den 24. december 1838 og blev hans ven og fortrolige. Han indviede hende i sine inderste tanker og skrev prosadigtet ’Sen Cezary’ (”Cezaras Drøm”, udgivet 1840) og det messianske digt ’Przedświt’ (”Daggryets Komme”, udgivet 1843) til hende. Potocka var Krasińskis store kærlighed, og hun gengældte hans følelser. Deres forhold varede til 1846, hvorefter hun vedblev at være en ven og muse for ham (i juli 1843 havde Krasiński giftet sig med grevinde Eliza Branicka).
Potockas venskab med Chopin og Krasiński er udødeliggjort i hendes korrespondance med de to kunstnere, Listy do Delfiny Potockiej (”Breve til Delfina Potocka”, tre bind, udgivet 1930-38 og siden genoptrykt) samt i de værker, som de begge skabte til hendes ære, heriblandt Krasińskis digte og Chopins vals i Des-dur, opus 64, nr. 1 – den berømte Minutvals.
Potocka døde i Paris den 2. april 1877 og ligger begravet på Cimetière des Champeaux i Paris’ Montmorency-bydel.